# کوتس پورک
کوتس پورک (به آلمانی: Kottes-Purk) یک منطقهٔ مسکونی در اتریش است که در ناحیه تسوتل واقع شده‌است. کوتس پورک ۵۸٫۶ کیلومتر مربع مساحت دارد ۷۰۶ متر بالاتر از سطح دریا واقع شده‌است.